# Умпукала
Умпукала (Umbugarla) — австралийский изолированный язык только с тремя носителями в Арнемленде, северная Австралия, с 1981. Язык может быть вымершим.
Существует версия, чтобы умбукарла мог быть связан с изолированным языком нгурмбур, формируя вместе с ним умбукарла-нгурмбурскую языковую семью. В 1997 году, однако, Николас Эванс предложил идею семьи Арнемленда, которая включает язык умбукарла без языка нгурмбур.